# 拉巴蒂德
拉巴蒂德（法語：Labathude，法語發音：[labatyd]）是法国洛特省的一个市镇，属于菲雅克区。

## 地理
拉巴蒂德（44°44'18"N, 1°59'35"E）面积10.05 平方千米，位于法国奧克西塔尼大區洛特省，该省份为法国西南部内陆省份，北起顺时针与科雷兹省、康塔爾省、阿韦龙省、塔恩-加龙省、洛特-加龍省和多尔多涅省接壤。
与拉巴蒂德接壤的市镇（或旧市镇、城区）包括：拉卡佩勒马里瓦勒、蒙泰和布克萨勒、圣布雷苏、圣科隆布、凯尔西地区圣莫里斯、圣梅达尔尼库尔比、泰鲁。

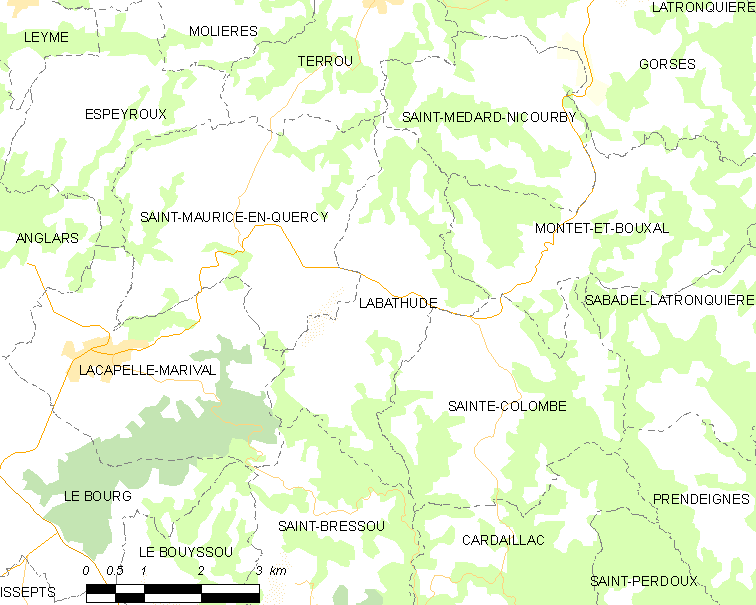
拉巴蒂德的OSM定位图

拉巴蒂德的时区为UTC+01:00、UTC+02:00（夏令时）。

## 行政
拉巴蒂德的邮政编码为46120，INSEE市镇编码为46139。

## 政治
拉巴蒂德所属的省级选区为拉卡佩勒马里瓦勒县。

## 人口

1962-2008年间拉巴蒂德人口变化图示

拉巴蒂德于2022年1月1日时的人口数量为201人。